# Mount Brabec
Mount Brabec ist ein 2460 m hoher Berg im ostantarktischen Viktorialand. In der Mountaineer Range ragt er 16 km nördlich des Mount Monteagle aus der Ostwand des Aviator-Gletschers auf.
Der United States Geological Survey kartierte ihn anhand eigener Vermessungen und Luftaufnahmen der United States Navy aus den Jahren von 1960 bis 1964. Das Advisory Committee on Antarctic Names benannte ihn 1969 nach Lieutenant Commander Richard Curtis Brabec (1930–2007), Kommandant einer Lockheed C-130 Hercules bei der Operation Deep Freeze des Jahres 1966.